# District de Baloda Bazar
Le district de Baloda Bazar est un district de l'état du Chhattisgarh, en Inde. Il a été créé à partir du district de Raipur.